# Cratere meteoritico

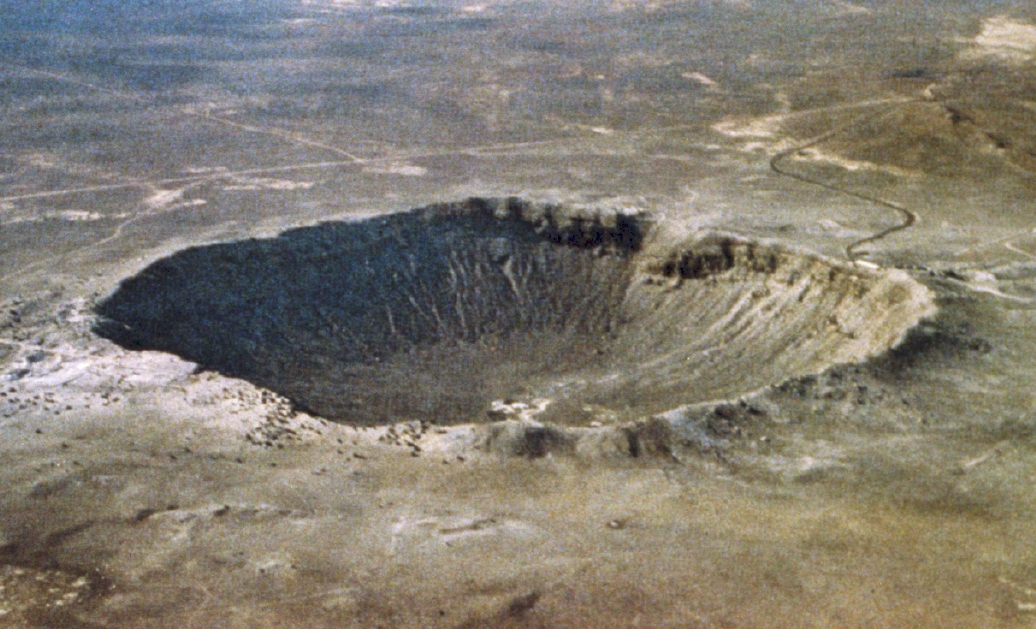
Il Meteor Crater in Arizona, USA.

Un cratere meteoritico (spesso chiamato astroblema, cratere da impatto o bacino) è una depressione circolare sulla superficie di un pianeta, pianeta nano, luna, asteroide, o un altro corpo celeste. I crateri sono causati da impatti di meteoroidi, asteroidi e comete. Per designare con terminologia ufficiale i crateri presenti su corpi celesti diversi dalla Terra è di uso comune l'espressione latina crater, secondo una convenzione stabilita dall'Unione Astronomica Internazionale.

## Crateri terrestri
Spesso sulla Terra i crateri, dopo un certo periodo di tempo durante il quale il fondo si impermeabilizza per il deposito di argille o altre sostanze impermeabili, si riempiono di acqua e si osserva la formazione di un lago. I crateri con un diametro da vari chilometri in su possono avere uno o anche più picchi centrali causati dal rimbalzo della crosta terrestre dopo l'impatto; crateri di dimensioni ancor più grandi possono presentare rilievi a forma di anelli concentrici al loro interno ed è possibile che, agli impatti più violenti, segua la formazione di corrugazioni collinari agli antipodi del pianeta per focalizzazione delle onde sismiche (fenomeni sinora osservati su Mercurio, ma non sulla Terra).
Sulla superficie terrestre antichi crateri possono scomparire lasciando solo tracce della loro esistenza. Anche se si potrebbe pensare che un grosso impatto debba lasciare evidenze assolutamente imponenti, i processi graduali che hanno luogo sulla Terra tendono a nasconderne gli effetti: l'erosione del vento e dell'acqua, il deposito di sabbia portata dal vento e dall'acqua, e in alcuni casi i flussi di lava tendono a nascondere o seppellire i crateri da impatto. Anche la debolezza della crosta può giocare un ruolo, specialmente nei corpi del Sistema solare esterno (come la luna Callisto), spesso coperti da una crosta di ghiaccio: sulla Terra un ruolo importante è giocato dai fondali oceanici, essi sono costantemente riciclati dalla tettonica a zolle che fa sì che in genere i fondali oceanici non abbiano più di 200 milioni di anni e dato che essi costituiscono circa i 2/3 dell'intera superficie terrestre si può capire perché la Terra conservi un numero relativamente basso di crateri di origine meteorica.
Nonostante l'erosione, alcune tracce rimangono, e più di 170 grandi crateri sono stati identificati sulla Terra. Lo studio di questi ha consentito ai geologi di trovare le tracce di altri crateri che sono quasi scomparsi.
Un asteroide cade sulla Terra a una velocità compresa tra 40 000 e 60000 km/h. Se l'oggetto pesa più di 1000 tonnellate, l'atmosfera non lo rallenta in modo significativo, ma se è più piccolo può essere rallentato notevolmente dalla frizione con l'aria, perché il rapporto tra area e volume aumenta al diminuire delle dimensioni. In ogni caso, le temperature e le pressioni a cui è sottoposto l'oggetto sono estremamente alte. Meteoriti del tipo delle condriti o condriti carbonacee possono essere distrutte ancora prima di toccare terra, ma gli asteroidi ferrosi sono più resistenti, e possono esplodere violentemente in seguito all'impatto con la superficie della Terra.

## Storia
Daniel Barringer fu uno dei primi a identificare una struttura geologica come un cratere da impatto, ma al tempo le sue idee non furono accettate, e anche quando lo furono, non si riconobbe il fatto che i crateri sono piuttosto comuni, almeno in termini geologici.
Negli anni venti, il geologo statunitense Walter Hermann Bucher studiò molti crateri negli USA. Concluse che erano stati creati da una grande esplosione, ma li attribuì a massicce eruzioni vulcaniche. Ma, nel 1936, i geologi John D. Boon e Claude C. Albritton Jr. rividero gli studi di Bucher e conclusero che i crateri erano stati probabilmente formati da impatti.
La questione rimase materia di speculazione fino agli anni sessanta. In questi anni, molti geologi (tra cui spicca Gene Shoemaker) condussero studi dettagliati sui crateri, trovando una chiara evidenza del fatto che erano stati creati da impatti, identificando gli effetti di metamorfosi da shock dei minerali, che sono unicamente associati a siti di un impatto.
Armati con la descrizione delle caratteristiche della metamorfosi da shock, Carlyle S. Beals e i suoi colleghi del Dominion Observatory in Canada, e Wolf von Engelhardt dell'Università di Tubinga in Germania cominciarono una ricerca metodica di "strutture di impatto". Nel 1970, erano arrivati a identificarne più di 50.
Il loro lavoro era ancora controverso, ma gli atterraggi americani sulla Luna, che si stavano verificando in quegli stessi anni, portarono prove del numero dei crateri da impatto sulla Luna. Poiché su questa i processi di erosione sono quasi assenti, i crateri persistono quasi indefinitamente, e sono in genere cancellati da un altro cratere. Poiché ci si può aspettare che la Terra abbia subito all'incirca lo stesso numero di impatti della Luna, divenne chiaro che il numero dei crateri identificati era molto inferiore a quelli effettivamente subiti dal nostro pianeta.
L'età dei crateri terrestri conosciuti va da alcune migliaia fino a quasi due miliardi di anni, anche se sono molto pochi quelli più vecchi di 200 milioni di anni. Si trovano di preferenza nell'interno dei continenti, cioè in regioni relativamente stabili dal punto di vista geologico. Si conoscono alcuni crateri sul fondo dell'oceano, ma la loro ricerca è difficile, e inoltre la loro vita è più breve di quelli sul suolo a causa della subduzione della crosta oceanica verso l'interno della Terra (vedi tettonica a placche).
Le stime correnti del numero di crateri sulla Terra suggeriscono che ogni milione di anni vengono formati da uno a tre crateri con un diametro superiore ai 20 chilometri. In base a questo numero, dovrebbero esistere numerosi giovani crateri non ancora scoperti.

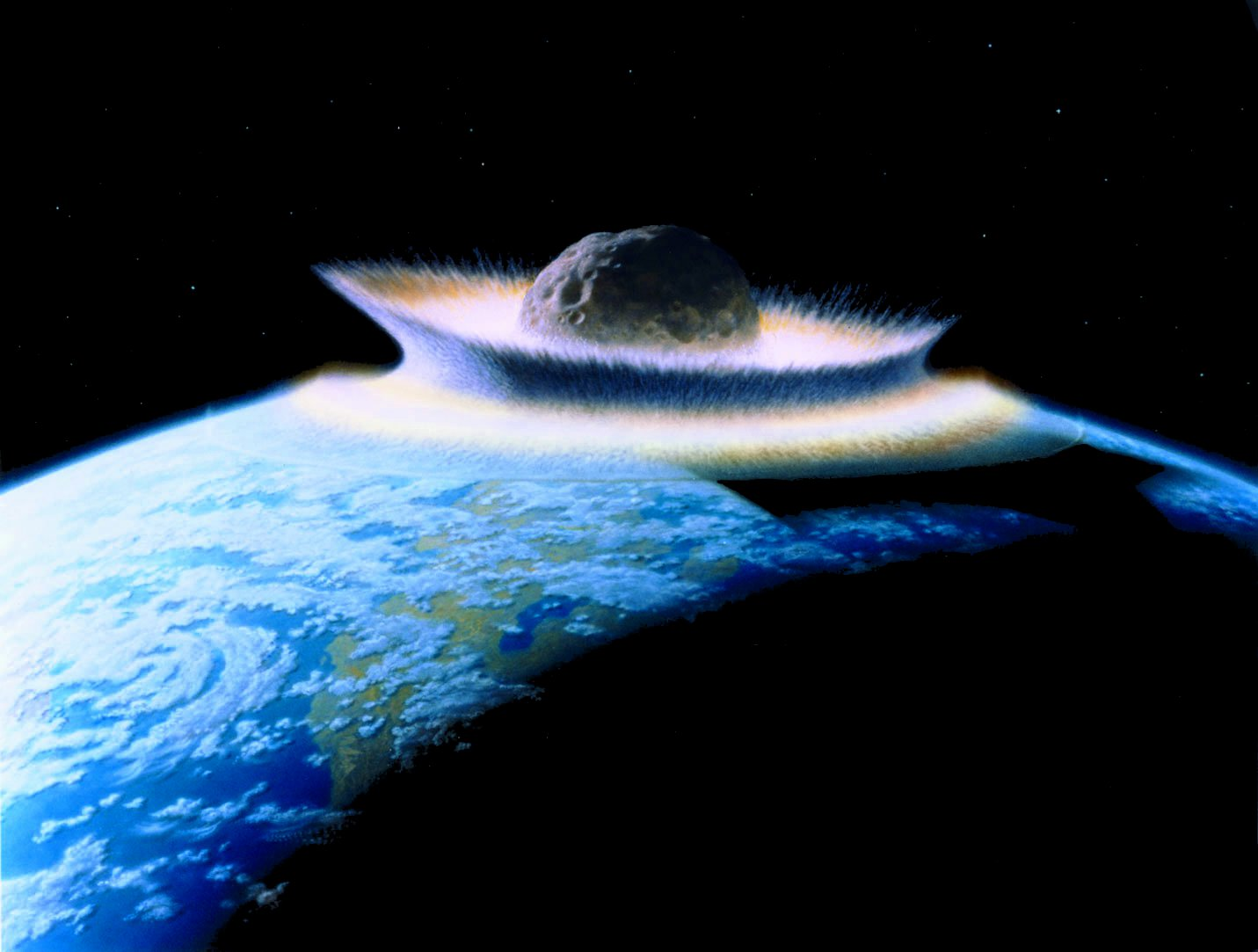
Raffigurazione artistica di un pianetoide che impatta contro la Terra.
L'impatto è talmente violento che il cratere che si genera raggiunge senza problemi il sottostante mantello terrestre

## Formazione e struttura
I crateri da impatto si generano a causa delle onde d'urto (shock waves) dovute all'interazione del meteorite che viaggia ad alta velocità e la superficie del corpo celeste.

### Processo di formazione
Il processo di formazione può essere suddiviso in 3 fasi:
1. la fase di contatto e compressione
2. la fase di "scavo" del cratere
3. la fase di modificazione del cratere[3]

#### Contatto e compressione
La prima fase è pressoché istantanea e consiste nella propagazione delle onde attraverso le rocce. Da alcuni esperimenti è stato possibile vedere che il punto di impatto è circondato da una serie di zone concentriche legate alle differenti pressioni a cui sono state sottoposte.

#### "Scavo" del cratere
La seconda fase, della durata di alcuni minuti, è caratterizzata dall'interazione più complessa tra le shock waves e la superficie che causa un excavation flow (flusso di scavo) simmetrico attorno al punto di contatto. Questo crea una depressione a forma di scodella che prende il nome di cratere di transizione. Il cratere di transizione può essere suddiviso in due zone:
1. La più superficiale, chiamata ejection zone, è composta da rocce a cui è stata impressa una tale velocità da provocarne l'espulsione dal cratere, dove formano depositi che prendono il nome di ejecta.
2. La seconda zona all'interno del cratere di transizione è la displaced zone al cui interno si trovano rocce fratturate che tendono a spostarsi verso il basso e verso l'esterno più o meno coerente.

#### Modificazione del cratere
La fase finale comincia quando il cratere di transizione raggiunge la sua massima estensione. L'effetto dell'impatto vero e proprio è svanito ed entrano in gioco altri fattori quali la gravità. Questa fase non ha un evento che ne decreta la fine, infatti i processi di modificazione del cratere continuano gradualmente come tutti i processi geologici. Quanto un cratere transitorio viene modificato dai processi di modifica dipende dalle dimensioni che raggiunge e dalle rocce che lo compongono.

### Tipologie di crateri
La grandezza del cratere dipende dalla massa del meteorite impattante, dalla sua velocità e dal materiale da cui è composto il terreno. Materiali relativamente "morbidi" portano a crateri più piccoli. A parità di materiale, il volume scavato da un meteorite è proporzionale alla sua energia cinetica.
Si possono distinguere due tipi di strutture da impatto: 
- crateri semplici;
- crateri complessi.

#### Crateri semplici
I crateri semplici sono piccole strutture da impatto che tendono a mantenere la forma a scodella del cratere di transizione. Durante la fase di modificazione questi crateri vengono riempiti grossomodo fino a metà da rideposito di materiale espulso dal cratere (fallback) e da detriti crollati dalle pareti e dai rim.
Il cratere di Barringer, in Arizona, USA, è un perfetto esempio di cratere "semplice". Si tratta di un cratere piuttosto recente, solo 50 000 anni, e quindi ancora perfettamente conservato, in questo aiutato anche dal fatto di essersi formato in un'area desertica. I crateri semplici sulla Terra, in genere, non superano i quattro chilometri.

#### Crateri complessi
I crateri complessi sono strutture molto più grandi e sono caratterizzati dal sollevamento della zona centrale, un fondo piuttosto pianeggiante e un estensivo collasso lungo il bordo. L'altura centrale è causata dal "rimbalzo elastico" del terreno in risposta all'impatto e esiste il cratere psicye. Questa struttura è simile alle strutture create dalla caduta di una goccia d'acqua, come si vede in molti video al rallentatore.

## Differenze tra cratere meteoritico e cratere vulcanico
Alcune strutture vulcaniche somigliano ai crateri da impatto. Il marchio inconfondibile di un impatto è la presenza di roccia che ha subito una metamorfosi da shock, identificate da tipiche fratturazioni o modifiche nel reticolo cristallino nei minerali. Il problema nella loro identificazione è che questi materiali vengono seppelliti a causa della dinamica dell'impatto, almeno nei crateri semplici. In quelli complessi invece possono essere trovati nel rialzo centrale.

## Interesse economico dei crateri meteorici
Un aspetto che normalmente è poco trattato, o meglio poco conosciuto, dei crateri meteorici è quello relativo al loro potenziale economico: vari crateri sono sfruttati da anni sotto questo punto di vista, molto conosciuti sono i giacimenti di nichel del cratere di Sudbury Basin nell'Ontario (Canada) e il giacimento petrolifero del cratere di Red Wing Creek nel Nord Dakota (Usa).